# Phillip Golub
Phillip Golub (* 1. Juni 1993 in Pacific Palisades) ist ein amerikanischer Musiker (Piano, Komposition), der zwischen klassischer Musik und Jazz pendelt, sowohl als Interpret als auch als Komponist.

## Leben und Wirken
Golub, dessen Vater Filmkomponist ist, wuchs in Los Angeles auf. Bereits in der Grundschule begann er, bei Stücken aus dem Klavierunterricht diese in der Tonart, im Tongeschlecht, in der Taktart oder deren Melodielinien abzuändern. Durch die Plattensammlung seines Vaters entdeckte er früh den Jazz. Während der Highschool war er Stipendiat des von James Matheson geleiteten Composer Fellowship Program des Los Angeles Philharmonic; das Orchester führte sein Stück Falling Action unter dem Dirigat von David Afkham auf. Früh nahm er an ausgewählten Workshops teil. 2013 führte der National Children’s Chorus seinen Liederzyklus Weathered and Revealed in Santa Monica auf. Im Folgejahr sangen die New York Virtuoso Singers sein Chorwerk God’s List of Liquids nach einem Text von Anne Carson. Zunächst studierte er am Harvard College, wo er 2016 einen Bachelor in Englisch absolvierte, und parallel am New England Conservatory of Music bei Fred Hersch, Sohpia Rosoff und Kati Agócs. Dann zog er nach London, wo er einen Master in Musikkomposition an der Guildhall School of Music and Drama erwarb, bevor er 2019 am New England Conservatory mit seinem Master in Jazz-Performance abschloss.
Mit dem von Golub dort gegründeten Quintett Tropos veröffentlichte er Anfang 2020 das viel beachtete, größtenteils improvisierte Album Axioms // 75ab, das Eigenkompositionen von Golup und zwei seiner Kollegen sowie Interpretationen von Stücken von Anthony Braxton enthielt. Während der Pandemie arbeitete er als musikalischer Dramaturg an der Inszenierung der Oper Iphigenia von Wayne Shorter und Esperanza Spalding, die im November 2021 in Boston uraufgeführt wurde. Dann zog er nach New York, wo er mit Cecil McBee, DoYeon Kim, Lesley Mok, Anna Webber, Jacob Shulman und Seajun Kwon arbeitete. Mit dem Trio Tropos legte er 2023 das Album Shadow Music vor. Sein ungewöhnliches Album Abiding Music erschien 2024 bei Endectomorph/Berthold Records und erhielt sehr gute Kritiken; von Vijay Iyer wird diese Musik mit ihrem Nebeneinander von strukturierter Komposition und Improvisationen mit wechselnden Metren und schwankenden Tempi als „New Brooklyn Complexity“ klassifiziert. Er ist auch auf Alben des Layale Chaker & Sarafand Ensemble zu hören.
Golub hat Auszeichnungen von ASCAP, Down Beat, National Foundation for the Advancement of the Arts, New York Art Ensemble, Los Angeles Music Center und Monterey Next Generation Jazz Festival erhalten.

## Diskographische Hinweise
- Filters (Greyfade 2022, solo)
- Abiding Memory (Berthold 2024, mit Alec Goldfarb, Daniel Hass, Sam Minaie, Vicente Atria)
- Phillip Golub / Lesley Mok: Dream Brigade (2025)